# X-Wars
X-Wars est un jeu vidéo de stratégie en temps réel massivement multijoueur, c'est un jeu de guerre spatiale (comme le plus connu OGame). Il a fermé en 2012.

## L'univers
L'univers est construit sur une base de systèmes planétaires qui, par 200, forment une galaxie. Chaque joueur peut coloniser jusqu'à 9 planètes en plus de sa planète mère. Il y a 4 races différentes : les Bugseriens, les Terraniens, les Xianiens et les Nobériens.
En plus d'une des quatre races proposées, il est possible au joueur de choisir une faction parmi les 7 qui lui sont proposées : Ajuvar, Guilde de commerce, Confédération, Macaron de l’obolo, Rokhar, Ligue terranien et les pirates spatiaux.

## Récompenses
X-Wars a reçu deux récompenses en 2003 (meilleur MMOG par navigateur) par les magazines allemands C't (tiré à 400 000 exemplaires, quatrième magazine informatique le plus lu en Allemagne) et PC Action, puis le Super-Browsergame Gold-Award 2005.